# Ada à queue rousse
Espèce
Répartition géographique
Statut de conservation UICN

 LC  : Préoccupation mineure
L'Ada à queue rousse (Knipolegus poecilurus) est une espèce de passereaux de la famille des Tyrannidae.

## Habitat
Ses habitats naturels sont les zones de broussailles des montagnes humides tropicales ou subtropicales et des forêts anciennes fortement dégradées.

## Répartition et sous-espèces
Selon la classification de référence du Congrès ornithologique international (15.1, 2025) il se répartit en cinq sous-espèces (ordre phylogénique) :
- K. p. poecilurus  — Ande colombiennes et vénézueliennes ;
- K. p. venezuelanus  — cordillère de la Costa (centre) ;
- K. p. paraquensis  — sud du Venezuela ;
- K. p. salvini  — tépuis absence de couleur roussâtre ;
- K. p. peruanus  — Andes équatoriennes, péruviennes et boliviennes.